# Mark Jerrum
Mark Richard Jerrum (1955) é um teórico da computação britânico.
Jerrum obteve um Ph.D. em ciência da computação em 1981 na Universidade de Edimburgo, orientado por Leslie Valiant, com a tese On the complexity of evaluating multivariate polynomials. É professor de matemática pura na Queen Mary University of London.
Com seu aluno Alistair Sinclair investiga o comportamento misto de Cadeias de Markov para construir algoritmos de aproximação para o problema de contagem tal como o computing the permanent, com aplicações em diversas áreas. Este trabalho tem sido altamente influente em ciência da computação teórica e foi reconhecido com o Prêmio Gödel de 1996. Um refinamento destes métodos levou a um algoritmo de aproximação aleatória em tempo completamente polinomial para calcular o permanente, pelo qual Jerrum e seus co-autores receberam o Prêmio Fulkerson de 2006.
Foi palestrante convidado do Congresso Internacional de Matemáticos em Zurique (1994: The computational complexity of counting).

## Publicações selecionadas
- Frieze, A., Jerrum, M., Molloy M., Robinson, R., & Wormald, N. (1996). Generating and counting Hamilton cycles in random regular graphs. Journal of Algorithms, 21, 176–198.